# Spaanse Water
Spaanse Water is een lagune en een plaats in Curaçao. Het is een natuurlijke haven ten oosten van Willemstad. Aan het Spaanse Water bevinden zich meerdere baaien en eilanden. Het Fort Beekenburg en de Tafelberg bevinden zich aan de lagune.

## Geschiedenis
Het Spaanse Water was een militair strategische locatie. In 1703 werd Fort Beekenburg gebouwd aan de Caracasbaai om de natuurlijke haven en de achteringang naar Willemstad te verdedigen. Het fort werd verschillende keren aangevallen door de Fransen, Engelsen, en piraten, maar was nooit veroverd. In 1927 werd door Shell een olieterminal gebouwd aan het Spaanse Water, en was het fort niet meer toegankelijk. Tijdens de Tweede Wereldoorlog was het fort weer operationeel om de olieterminal te beschermen. In 2005 werd de terminal gesloten. In de tweede helft van de 20e eeuw kreeg het Spaanse Water een toeristische functie, en werd omringd door villaparken en toeristenresorts.

## Plaatsen
Aan het Spaanse Water bevinden zich wijken als Banda Ariba, Jan Sofat, Jan Thiel, Santa Barbara en de gelijknamige plaats. De wijken zijn voormalige plantages. In de geozone (regio) Spaanse Water is 40% van de bevolking allochtoon, en wonen veel Europese Nederlanders. Het is de meest welvarende regio van Curaçao. Spaanse Water heeft hotels, jachthavens, en een golfbaan.

## Galerij

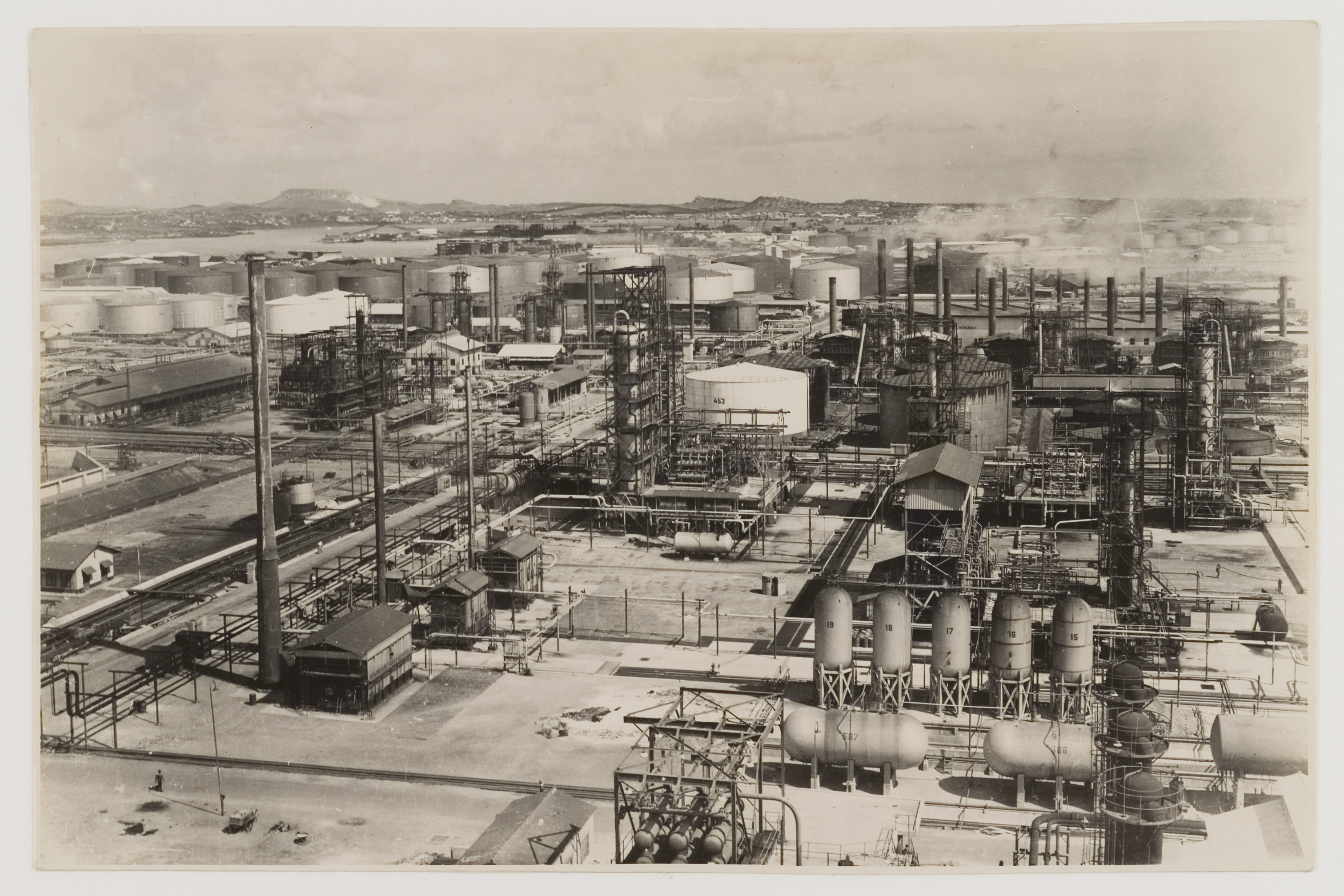
Oileterminal aan het Spaanse Water
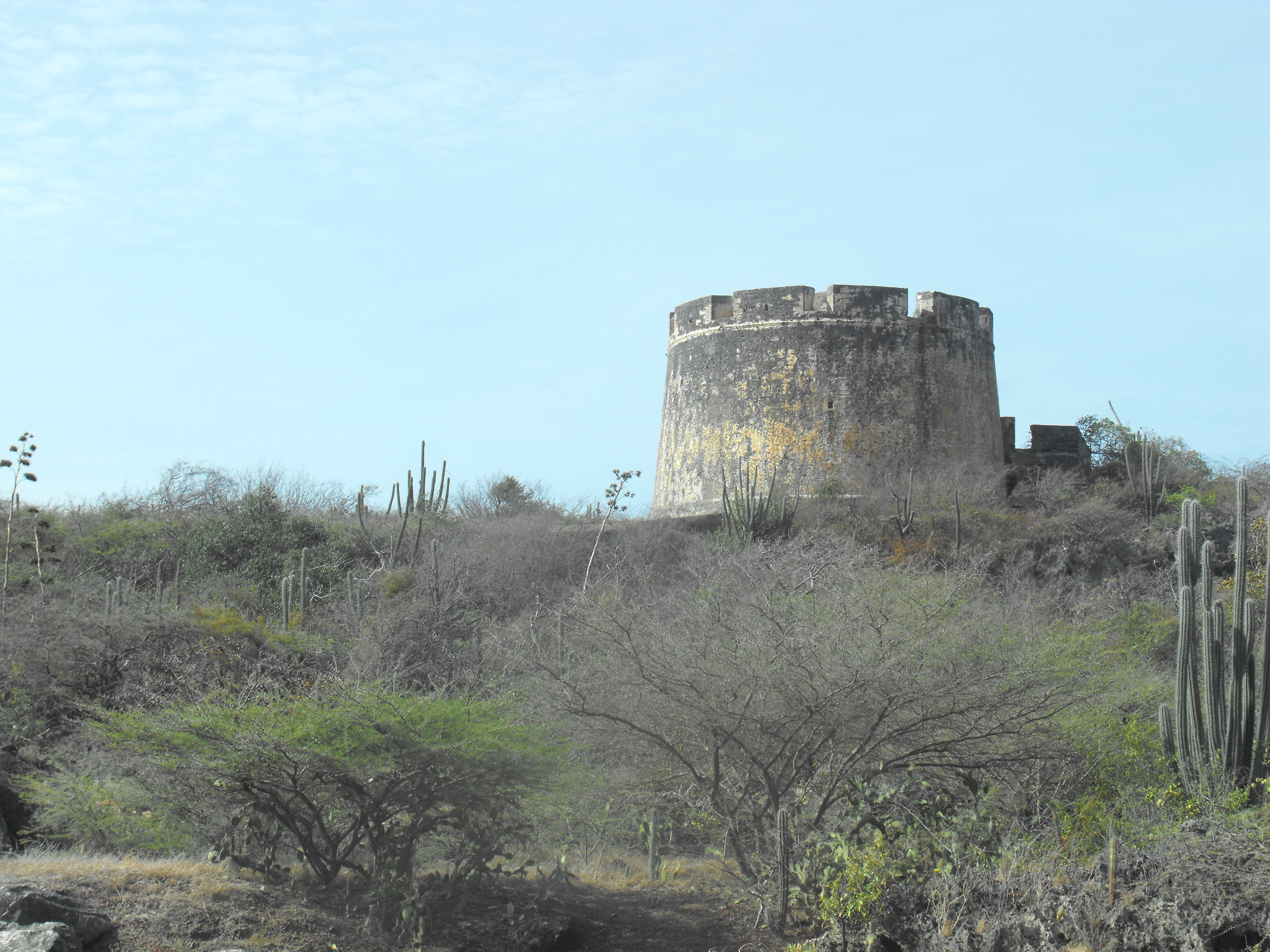
Fort Beekenburg
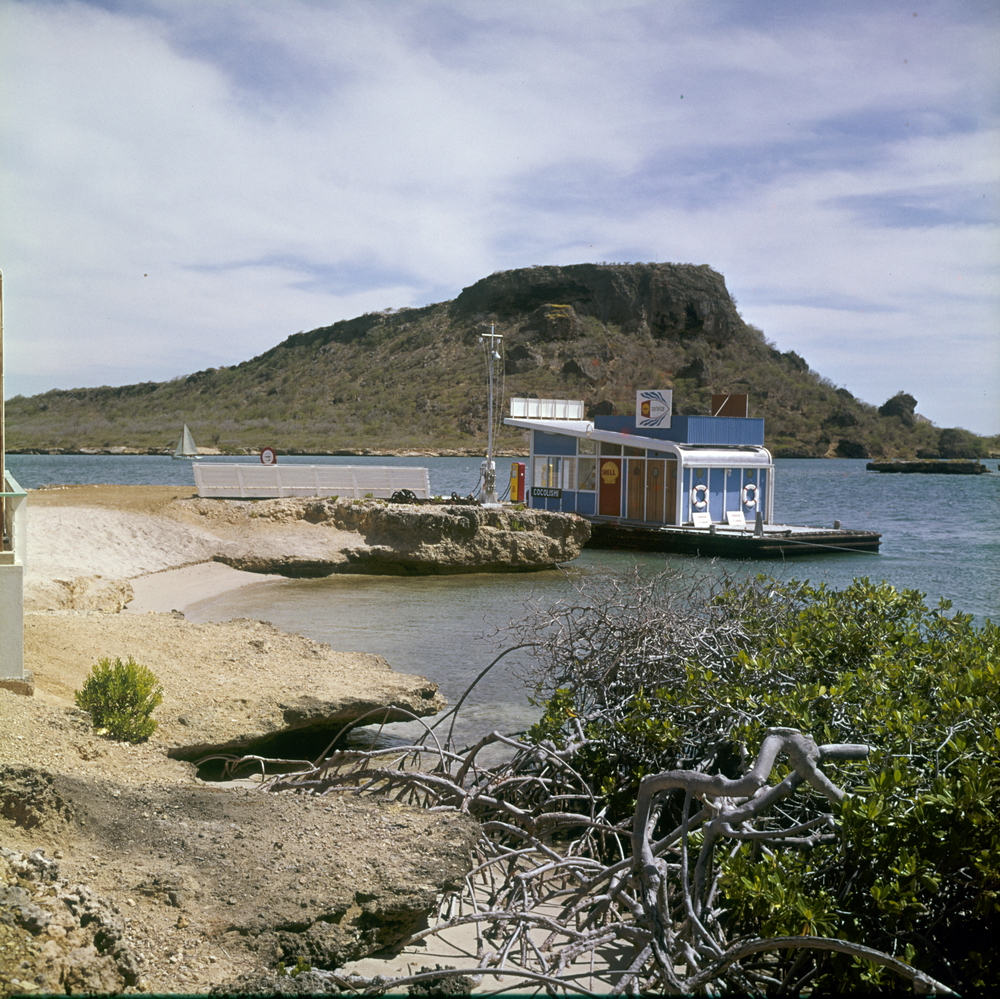
Drijvend benzinestation op het Spaanse Water
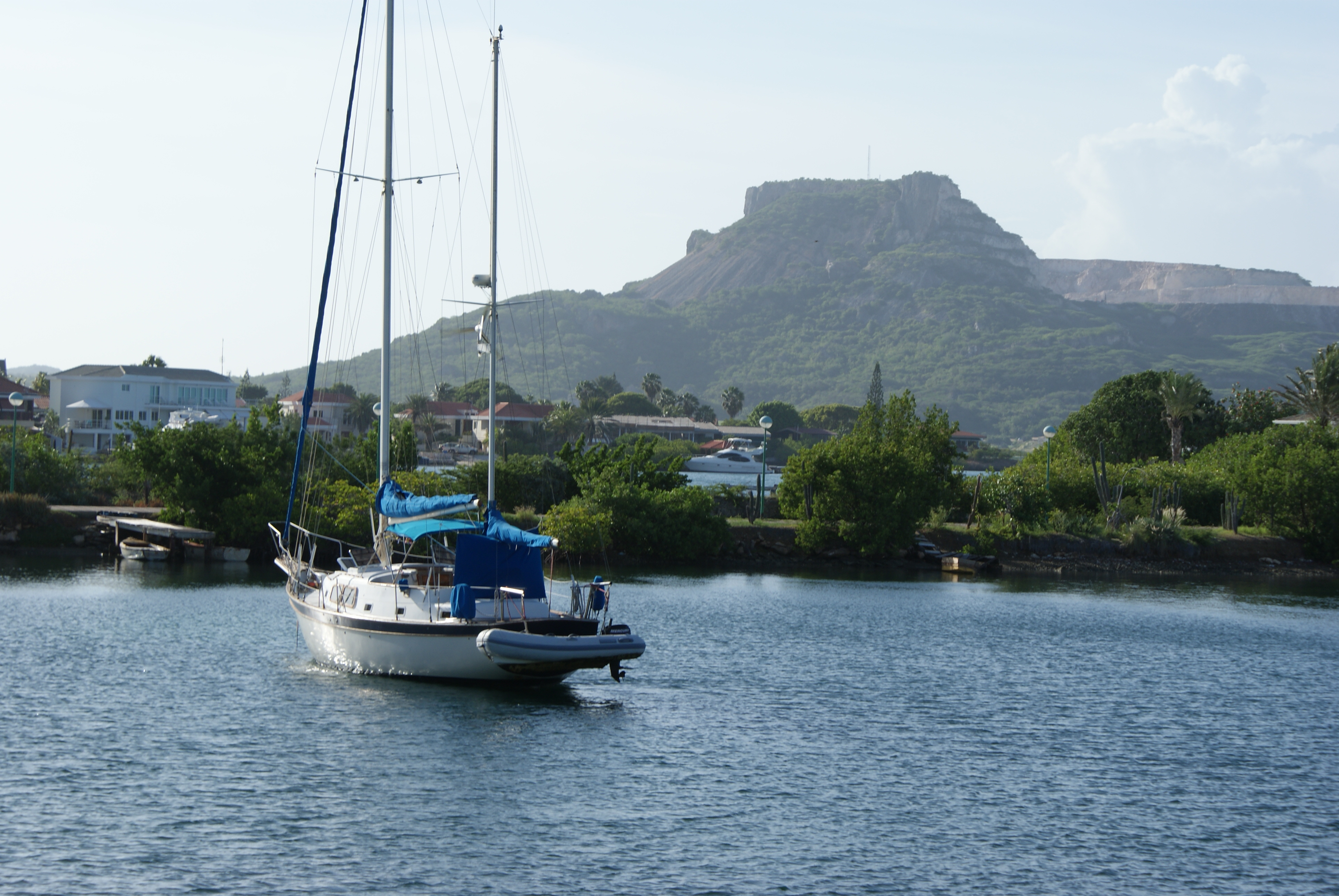
Boot op het Spaanse Water met de Tafelberg in de achtergrond